# 하모니카
하모니카(영어: harmonica 또는 mouth organ) 또는 구풍금(口風琴)는 단일 구멍 (떨림판 방) 혹은 다수의 구멍 위에 입술을 놓고 공기를 불거나 빼면서 연주하는 프리 리드 관악기이다. 단일 구멍 속으로 공기를 불거나 빼면서 생긴 압력은 떨림판 혹은 다수의 떨림판으로 하여금 만들어낸 소리를 고저가 있게 울려퍼지게 한다. 각 방은 한 쪽 끝에 안정되고 나머지 끝이 풀린, 소리를 진동하고 만드는 느슨한 끝과 함께 복합적이고 가변적으로 조율된 황동 혹은 청동 떨림판을 가지고 있다.
떨림판은 단일의 음으로 미리 조율되었으며 각 음은 떨림판의 크기에 따라 결정된다. 긴 떨림판은 깊고, 낮은 음을 만들고 짧은 떨림판은 높게 조정된 소리를 만든다. 미리 조율된 떨림판은 방 안에 공기 흐림의 방향을 바꿈으로서 또다른 음색으로 바꿀 수 있다. 온음계, 트레몰로, 오케스트라용, 베이스 버전을 포함하는 많은 하모니카 형태가 있다.
하모니카는 블루스와 포크, 재즈, 서양 고전 음악, 컨트리 음악, 로큰롤, 팝 음악에서 이용된다. 하모니카는 특히 블루스 음악에서 "하프(harp)," "블루스 하프(blues harp)," 그리고 "입 오르간(mouth organ)"을 포함하는다른 별명을 가지고 있다.

## 하모니카 종류

#### 트레몰로 하모니카
아시아에서 가장 많이 쓰이는 하모니카로 '복음 하모니카'라고도 불리며, 1개의 구멍에서 동일한 2개의 음이 울린다. ♯이나 ♭이 붙은 음악을 연주할 때는 해당 키(Key)에 맞는 하모니카를 별도로 구매해야 한다.

#### 다이어토닉 하모니카 - 블루스 하프
10개의 구멍을 가지고 있으며, 불기와 내쉬기 둘 다 할 수 있다. 블루스하프는 호너사의 제품이기도 하다.

#### 크로매틱 하모니카
피아노의 건반과 같이 반음 처리와 같은 모든 음의 표현이 가능하기 때문에 '반음 하모니카'라고도 한다.
레버의 조작으로 반음과 온음 처리가 가능하여 ♯이 여기 저기 분포해 있는 곡이라도 쉽게 불 수 있는 장점이 있어 전문적으로 연주를 하는 사람들에게 적합한 제품이며, 하모니카 중 가장 무겁고 익히는데 오랜 시간이 걸리며 비싼 편이다.

## 같이 보기
- 대한하모니카협회